# The Dark Horse (1946)
The Dark Horse é um filme de drama estadunidense de 1946 dirigido por Will Jason e escrito por Charles R. Marion e Leo Solomon. O filme é estrelado por Phillip Terry, Ann Savage, Allen Jenkins, Jane Darwell, Donald MacBride e Edward Gargan. O filme foi lançado em 19 de julho de 1946, pela Universal Pictures.

## Elenco
- Phillip Terry como George Willoughby Kelly
- Ann Savage como Mary Burton
- Allen Jenkins como Willis Trimble
- Jane Darwell como Tia Hattie
- Donald MacBride como John Rooney
- Edward Gargan como Eustace Kelly
- Raymond Largay como Sr. Aldrich
- Ruth Lee como Sra. Aldrich
- Henri DeSoto como Maitre d' Hotel
- Si Jenks como Homem Velho